# 訃報 1987年5月
訃報 1987年5月（ふほう 1987ねん5がつ）では、1987年（昭和62年）5月中に物故した、または物故が報じられた人物についてまとめる。

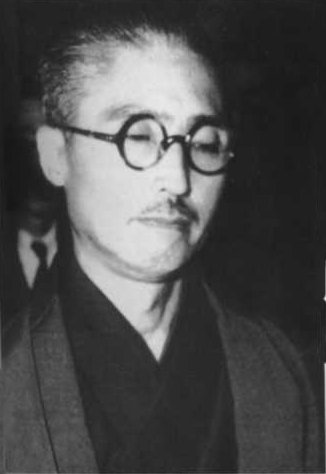
平沢貞通（5月10日死去）

## （1日 - 15日）
- 5月2日 - 森山欽司[1]、元科学技術庁長官・元運輸大臣（* 1917年）
- 5月3日 - 馬淵薫、脚本家（* 1911年）
- 5月5日 - 桑田忠親、歴史学者・國學院大學名誉教授（* 1902年）
- 5月7日 - 松浦健郎、脚本家（* 920年）
- 5月9日 - 佐野美津男、児童文学作家（* 1931年）
- 5月10日 - 平沢貞通、画家（* 1892年）
- 5月12日 - 山田伝、阪神タイガース守備走塁コーチ（* 1914年）
- 5月14日 - リタ・ヘイワース、女優（* 1918年）

## （16日 - 31日）
- 5月17日 - グンナー・ミュルダール、経済学者（* 1898年）
- 5月19日 - ジェイムズ・ティプトリー・Jr.、小説家（* 1915年）
- 5月20日 - 今井兼次、建築家・早稲田大学名誉教授（* 1895年）
- 5月25日 - 江島淳、自由民主党参議院議員（* 1927年）
- 5月26日 - 服部一郎、セイコーエプソン初代代表取締役社長・日本国際フォーラム初代理事長（* 1932年）
- 5月27日 - ジョン・ノースロップ、生化学者（* 1891年）
- 5月28日 - 鈴木雅次、土木工学者・日本大学旧工学部教授（* 1889年）
- 5月29日 - 丹野セツ、社会運動家（* 1902年）